# Nadja Michael
Nadja Michael (nacida 1969) es una soprano alemana de ópera.

## Biografía
Nacida en Leipzig, entonces Alemania Oriental y estudió en Stuttgart y en la Universidad de Bloomington de Indiana (EE. UU.). Hizo su debut operístico en 1993 como la Tercera Dama en el singspiel de Mozart La flauta mágica, y su primer papel importante fue en 1996 con el rol de Amastree en Jerjes del compositor alemán Georg Friedrich Haendel.
Aunque comenzó su carrera en la cuerda de mezzosoprano con otros papeles importantes como Carmen, pronto pasaría a la cuerda de soprano donde alcanzaría sus mayores éxitos. Debutó en la Scala de Milán con el rol protagónico de Salomé de Richard Strauss en 2007 y en el Royal Opera House en 2008. Por esta interpretación recibió numerosos premios como el Goldene Stimmgabel.
Otros roles importantes en el repertorio de Nadja Michael on Leonora de Fidelio de Beethoven, Tosca de Puccini, Venus/Elisabeth en Tannhäuser de Richard Wagner y Lady Macbeth en Macbeth de Giuseppe Verdi.
También ha abordado ópera contemporánea como Wozzeck de Alban Berg, La ciudad muerta de Erich Korngold o La conquista de Méjico de Wolfgang Rihm.
Otros escenarios importantes donde Nadja Michael ha actuado son el Teatro Real, la Ópera de Viena, el Metropolitan de Nueva York o el Teatro Real de la Moneda de Bruselas. También ha actuado en los festivales más importantes como Salzburgo o Glyndebourne.

## Grabaciones en video[4]
- Bizet: Carmen (Teatro di San Carlo, Naples; Amsellem, Larin, G. Baker; Oren, Corsicato, 2001) [live] Planeta de Agostini
- Verdi: Don Carlos [as Princesse Eboli] (Vienna State Opera, Vienna; Tamar, Vargas, Skovhus, Miles; de Billy, Konwitschny, 2003) [live] TDK
- Puccini: Tosca (Bregenzer Festspiele; Todorovich, Saks; Schirmer, Breisach, 2007) [live] Naxos
- Strauss: Salome (La Scala; Vermillion, Bronder, Struckmann; Harding, Bondy, 2007) [live] TDK
- Strauss: Salome (Royal Opera House; T.Moser, Volle; P.Jordan, McVicar, 2008) [live] Opus Arte
- Mayr: Medea in Corinto (Bavarian State Opera; Vargas, Miles; Bolton, Neuenfels, 2010) [live] Arthaus